# Castelnuovo Bozzente
Castelnuovo Bozzente – miejscowość i gmina we Włoszech, w regionie Lombardia, w prowincji Como.
Według danych na rok 2004 gminę zamieszkiwało 777 osób, 259 os./km².